# Астрид Турс
Астрид Турс (швед. Astrid Gunilla Margareta Thors 6 листопада 1957, Гельсінкі, Фінляндія) — фінська політична діячка, депутатка фінського парламенту від Шведської народної партії; міністерка у справах Європи та імміграції у другому кабінеті Ванганена і кабінеті Ківініємі; з 2013 року — Верховна комісарка у справах національних меншин ОБСЄ.

## Життєпис
Народилася 6 листопада 1957 в Гельсінкі (Фінляндія), в родині професора Карла-Еріка Турс.
З 1996 по 2004 — депутат Європарламенту від Фінляндії.
З 19 квітня 2007 по 22 червня 2010 — міністерка у справах Європи та імміграції у другому кабінеті Ванганена і продовжила виконання обов'язків з 22 червня 2010 по 22 червня 2011 в кабінеті Ківініємі.
17 липня 2013 обрана Верховним комісаром у справах національних меншин ОБСЄ.
У 2019 підписала «Відкритий лист проти політичних репресій в Російській федерації» .